# Roberto del Palatinato
Roberto di Germania, elettore palatino dal 1398 col nome di Roberto III della casa dei Wittelsbach palatini (Amberg, 5 maggio 1352 – Oppenheim, 18 maggio 1410), è stato rex Romanorum dal 1400 alla morte.

## Biografia

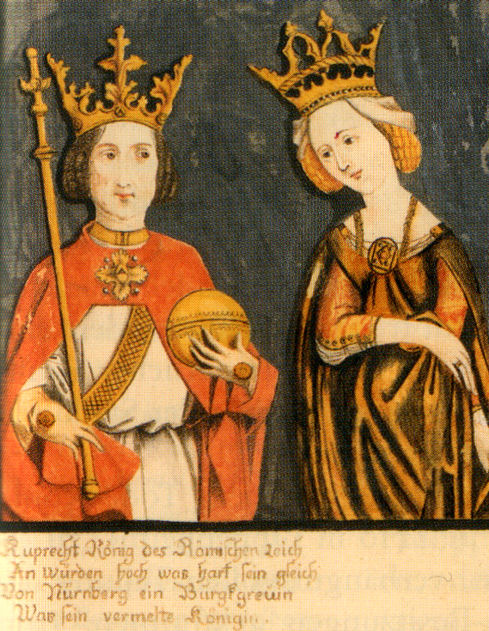
Roberto con la moglie Elisabetta.

Roberto era l'unico figlio del principe elettore Roberto II del Palatinato e di Beatrice d'Aragona. Il 27 giugno 1374 sposò Elisabetta di Norimberga, figlia del burgravio Federico V di Norimberga e di Elisabetta di Meißen.
Con l'arcivescovo di Magonza si pose alla testa dei principi che il 20 agosto 1400 a Oberlahnstein deposero l'imperatore Venceslao di Lussemburgo. Roberto venne quindi eletto re a Rhens il 21 agosto e fu incoronato a Colonia il 6 gennaio 1401, perché né Aquisgrana, né Francoforte vollero accoglierlo. Nell'impero la sua elezione venne riconosciuta rapidamente, anche se Venceslao, almeno formalmente, non volle mai accettare la rinuncia alla corona.
Non appena insediato dovette confrontarsi con diversi problemi: il patrimonio imperiale era andato sempre più disperdendosi nei decenni precedenti e le sue risorse dinastiche non erano sufficienti a coprire le spese. Per questi motivi, tra il 1401 e 1402, tentò una spedizione in Italia, che però non ebbe successo. Roberto non poté radunare un esercito di grandi dimensioni e i Visconti erano un nemico troppo potente per lui: le entrate annuali del ducato superavano, all'epoca, il milione di fiorini, mentre Roberto disponeva solamente di una frazione di tale cifra. L'appoggio che Roberto si attendeva da Firenze fu di molto inferiore a quanto egli pensasse e così non riuscì raccogliere nella penisola i fondi di cui necessitava per poter condurre con successo una politica imperiale, né tantomeno a ottenere l'incoronazione a imperatore. Fu perciò costretto a rinunciare ai propri propositi e, sconfitto già prima di Brescia da Gian Galeazzo Visconti, nell'aprile del 1402 fece ritorno in Germania.
La sua situazione finanziaria restava catastrofica e anche il sostegno al suo regno iniziò a vacillare: molti dei suoi sostenitori non apprezzarono il fallimento della spedizione italiana. Ciò nonostante riuscì a tenere a bada le pretese di Venceslao di riottenere la corona e raccolse anche qualche successo: riuscì a stringere un'alleanza matrimoniale con il regno d'Inghilterra, che, almeno per qualche tempo, gli portò denaro e prestigio. Tentò anche di promulgare un Landfrieden. La sua cancelleria fu la base dell'amministrazione del regno e godeva di ottima fama. Nella questione dello scisma d'Occidente appoggiò Roma senza esitazioni e promosse l'idea di un concilio, anche se non gli riuscì una riforma della Chiesa. Nell'ottobre del 1403 venne riconosciuto dal papa Bonifacio IX (Pietro Tomasello-Cybo).
Infine si trovò coinvolto in un conflitto territoriale con l'arcivescovo di Magonza e diverse città della lega di Marbach. Le tensioni perdurarono per alcuni anni e, prima che il conflitto trovasse un esito, nel castello di Landskron presso Oppenheim Roberto morì e venne sepolto a Heidelberg.
Il medievalista tedesco Bernd Schneidmüller inserisce Roberto nella sua lista dei "re-conti", gli imperatori o re dei Romani dei secoli XIV e XV anteriori al definitivo passaggio del titolo imperiale alla Casa d'Asburgo.

## Discendenza
Roberto sposò nel 1374 Elisabetta di Norimberga, figlia di Federico V di Norimberga, dalla quale ebbe:
- Roberto Pipan (1375-1397), principe ereditario del Palatinato;
- Margherita (1376-1434), sposò il duca Carlo II di Lorena;
- Federico (1377-1401);
- Ludovico III (1378-1436), principe elettore del Palatinato;
- Agnese (1379-1401), sposò Adolfo II di Kleve-Mark;
- Elisabetta del Palatinato, sposò Federico IV d'Asburgo;
- Giovanni (1383 ca.-1443), conte del Palatinato-Neumarkt;
- Stefano (1385-1459), conte del Palatinato-Simmern;
- Otto I del Palatinato-Mosbach (1390-1461).

## Ascendenza
|                           |                        |                            | Genitori                      |  |  | Nonni |  |  | Bisnonni             |  |  | Trisnonni                  |  |
|                           |                        |                            |                               |  |  |       |  |  | Rodolfo I di Baviera |  |  | Ludovico II del Palatinato |  |
|                           |                        |                            |                               |  |  |       |  |  | Rodolfo I di Baviera |  |  | Ludovico II del Palatinato |  |
|                           |                        | Matilde d'Asburgo          |                               |  |  |       |  |  | Rodolfo I di Baviera |  |  |                            |  |
| Adolfo del Palatinato     |                        |                            |                               |  |  |       |  |  | Rodolfo I di Baviera |  |  |                            |  |
|                           |                        | Matilde di Nassau          | Adolfo di Nassau              |  |  |       |  |  |                      |  |  |                            |  |
|                           |                        | Matilde di Nassau          | Adolfo di Nassau              |  |  |       |  |  |                      |  |  |                            |  |
|                           |                        | Matilde di Nassau          | Imagina di Isenburg-Limburg   |  |  |       |  |  |                      |  |  |                            |  |
| Roberto II del Palatinato |                        | Matilde di Nassau          |                               |  |  |       |  |  |                      |  |  |                            |  |
|                           |                        | Ludovico VI di Oettingen   | …                             |  |  |       |  |  |                      |  |  |                            |  |
|                           |                        | Ludovico VI di Oettingen   | …                             |  |  |       |  |  |                      |  |  |                            |  |
|                           |                        | Ludovico VI di Oettingen   | …                             |  |  |       |  |  |                      |  |  |                            |  |
| Irmengarda di Oettingen   |                        | Ludovico VI di Oettingen   |                               |  |  |       |  |  |                      |  |  |                            |  |
|                           |                        | Agnese di Württemberg      | Eberardo I di Württemberg     |  |  |       |  |  |                      |  |  |                            |  |
|                           |                        | Agnese di Württemberg      | Eberardo I di Württemberg     |  |  |       |  |  |                      |  |  |                            |  |
|                           |                        | Agnese di Württemberg      | Irmengarda di Baden-Baden     |  |  |       |  |  |                      |  |  |                            |  |
| Roberto del Palatinato    |                        | Agnese di Württemberg      |                               |  |  |       |  |  |                      |  |  |                            |  |
|                           | Federico III d'Aragona | Pietro III d'Aragona       |                               |  |  |       |  |  |                      |  |  |                            |  |
|                           | Federico III d'Aragona | Pietro III d'Aragona       |                               |  |  |       |  |  |                      |  |  |                            |  |
|                           | Federico III d'Aragona | Costanza II di Sicilia     |                               |  |  |       |  |  |                      |  |  |                            |  |
| Pietro II di Sicilia      | Federico III d'Aragona |                            |                               |  |  |       |  |  |                      |  |  |                            |  |
|                           |                        | Eleonora d'Angiò           | Carlo II di Napoli            |  |  |       |  |  |                      |  |  |                            |  |
|                           |                        | Eleonora d'Angiò           | Carlo II di Napoli            |  |  |       |  |  |                      |  |  |                            |  |
|                           |                        | Eleonora d'Angiò           | Maria d'Ungheria              |  |  |       |  |  |                      |  |  |                            |  |
| Beatrice d'Aragona        |                        | Eleonora d'Angiò           |                               |  |  |       |  |  |                      |  |  |                            |  |
|                           |                        | Ottone III del Tirolo      | Mainardo II di Tirolo-Gorizia |  |  |       |  |  |                      |  |  |                            |  |
|                           |                        | Ottone III del Tirolo      | Mainardo II di Tirolo-Gorizia |  |  |       |  |  |                      |  |  |                            |  |
|                           |                        | Ottone III del Tirolo      | Elisabetta di Wittelsbach     |  |  |       |  |  |                      |  |  |                            |  |
| Elisabetta di Carinzia    |                        | Ottone III del Tirolo      |                               |  |  |       |  |  |                      |  |  |                            |  |
|                           |                        | Eufemia di Slesia-Liegnitz | Enrico V di Slesia            |  |  |       |  |  |                      |  |  |                            |  |
|                           |                        | Eufemia di Slesia-Liegnitz | Enrico V di Slesia            |  |  |       |  |  |                      |  |  |                            |  |
|                           |                        | Eufemia di Slesia-Liegnitz | Elisabetta di Kalisz          |  |  |       |  |  |                      |  |  |                            |  |
|                           |                        | Eufemia di Slesia-Liegnitz |                               |  |  |       |  |  |                      |  |  |                            |  |